# Antonin Rolland
Antonin Rolland (Sainte-Euphémie, Ain, 3 de setembre de 1924) és un ciclista francès, ja retirat, que fou professional entre 1946 i 1963. En el seu palmarès destaquen dues etapes al Tour de França, el 1952 i 1955, i una al Giro d'Itàlia de 1957. Al Tour de França va vestir el mallot groc durant 12 etapes el 1955.

## Palmarès
- 1947
  - 1r del Gran Premi d'Amplepuis
  - 1r del Circuit dels Colls de Beaujolais
  - 1r del Circuit de Bresse
- 1948
  - 1r de la Poly Lionesa
  - 1r del Premi d'Avignon
- 1949
  - Vencedor de 2 etapes al Circuit de les Sis Províncies
- 1950
  - 1r del Circuit de les 6 Províncies
  - 1r del Gran Premi del Midi Libre
- 1951
  - 1r de la Bourg-Ginebra-Bourg
- 1952
  - 1r de la Bourg-Ginebra-Bourg
  - 1r del Premi d'Ussel
  - 1r del Premi de Macau
  - Vencedor d'una etapa al Tour de França
- 1953
  - Vencedor d'una etapa a la Volta a Algèria
  - Vencedor d'una etapa al Critèrium del Dauphiné Libéré
  - 1r del Premi de Bellegarde
- 1954
  - Vencedor d'una etapa del Tour del Sud-Est
- 1955
  - 1r de la Bourg-Ginebra-Bourg
  - 1r del Premi de Cluny
  - Vencedor d'una etapa al Tour de França
- 1956
  - 1r del Gran Premi del Midi Libre
  - 1r de la Bourg-Ginebra-Bourg
  - 1r del Premi d'Oyonnax
- 1957
  - 1r del Gran Premi de Canes
  - 1r del Premi de Mâcon
  - Vencedor d'una etapa al Giro d'Itàlia
- 1958
  - 1r de la Giro a Sardenya i vencedor d'una etapa
- 1959
  - 1r del Premi de La Charité-sur-Loire

### Resultats al Tour de França
- 1949. 45è de la classificació general
- 1950. 29è de la classificació general
- 1952. 21è de la classificació general i vencedor d'una etapa
- 1953. 7è de la classificació general
- 1954. 19è de la classificació general
- 1955. 5è de la classificació general i vencedor d'una etapa. Porta el mallot groc durant 12 etapes
- 1956. 35è de la classificació general
- 1957. 39è de la classificació general
- 1958. 66è de la classificació general
- 1960. 59è de la classificació general

### Resultats al Giro d'Itàlia
- 1957. 10è de la classificació general i vencedor d'una etapa
- 1958. 58è de la classificació general

### Resultats a la Volta a Espanya
- 1960. 14è de la classificació general